# Jan Eliasson
Jan Kenneth Eliasson (* 17. září 1940, Göteborg) je švédský diplomat, od 1. července 2012 do 31. prosince 2016 náměstek generálního tajemníka OSN. V období 2005–2006 byl předsedou Valného shromáždění OSN, v roce 2006 působil jako ministr zahraničních věcí Švédského království.

## Vyznamenání
- Velkokříž Řádu prince Jindřicha – Portugalsko, 13. ledna 1987[1]
- Řád bílé hvězdy I. třídy – Estonsko, 8. září 1995[2]
- velká čestná dekorace ve zlatě na stuze Čestného odznaku Za zásluhy o Rakouskou republiku – Rakousko, 1997[3]
- rytíř velkokříže Řádu Isabely Katolické – Španělsko, 2007[4]